# چاقوی فیله

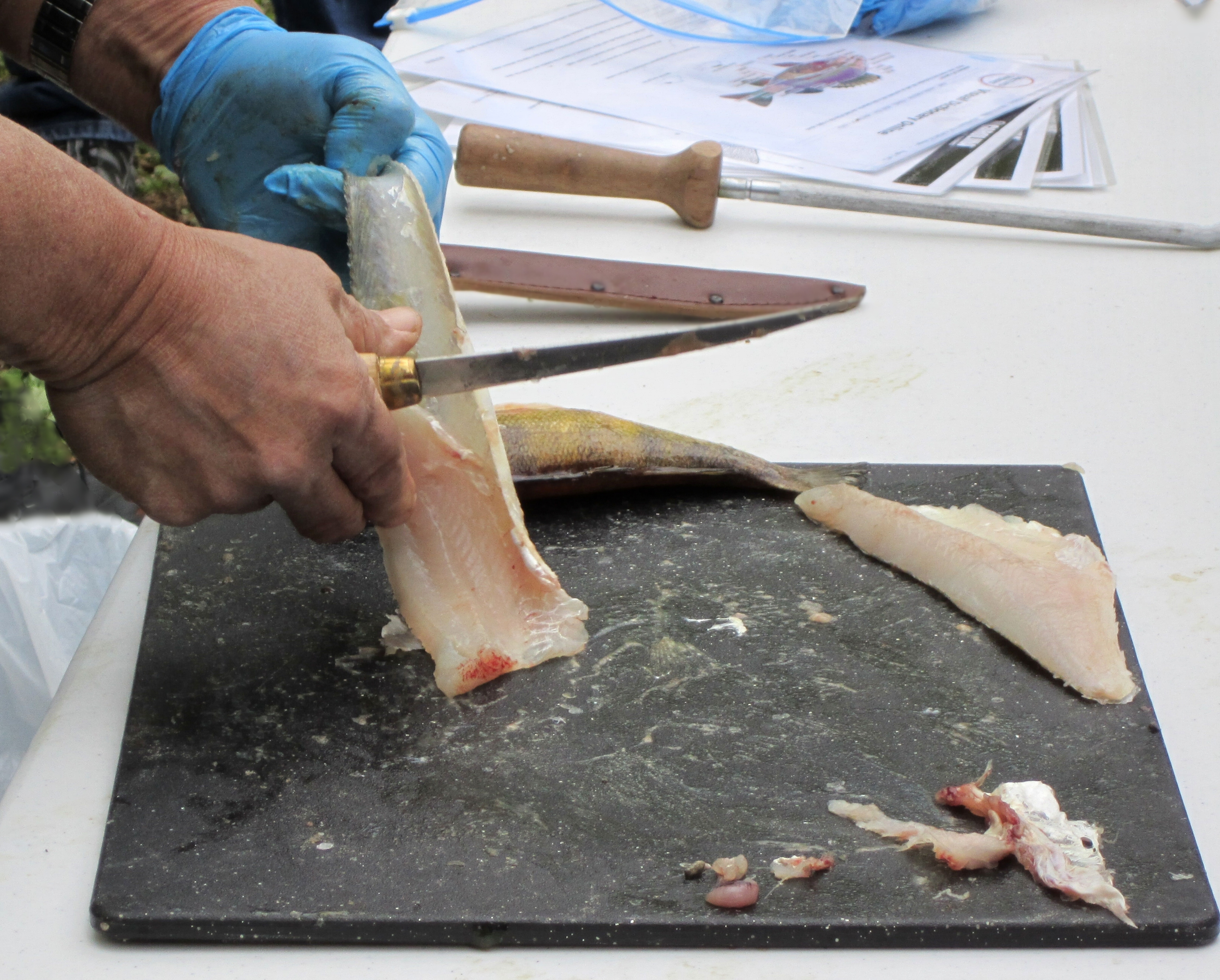
فیله کردن ماهی

چاقوی فیله (که به آن چاقوی فیله‌کن نیز می‌گویند) یک چاقوی آشپزخانه است که برای فیله کردن استفاده می‌شود. با کنترل خوبی که به فرد می‌دهد و به فیله کردن کمک می‌کند. این چاقو یک عضو بسیار منعطف از خانواده چاقوهای استخوان‌گیر است که برای فیله کردن و آماده‌سازی ماهی استفاده می‌شود. تیغه‌های چاقوی فیله معمولاً طولی برابر ۱۵ تا ۲۸ سانتیمتر (۶ تا ۱۱ اینچ) دارند که به آنها اجازه می‌دهد تا به راحتی در امتداد ستون فقرات و زیر پوست گوشت حرکت کنند.

## تیغه
بیشتر چاقوهای فیله از یک تیغه دنباله‌دار مانند بهره می‌برند که برای برش و پوست کندن ساخته شده است. تیغه رو به بالا در لبه پشتی از دسته تا نوک به شکل ملایمی رو به بالا انحنا دارد. انحنای لبه پشتی، اندازه شکم چاقو که بخش منحنی لبه برنده است را به حداکثر ممکن می‌رساند. شکم تیغه رو به بالا آن را برای برش‌های سریع و دقیق ایده‌آل می‌کند.

### مواد
تیغه‌های چاقوی فیله از مواد مختلفی ساخته می‌شود. اغلب از فولاد ضدزنگ برای این منظور استفاده می‌شود. از آنجایی که چاقوهای فیله اغلب مرطوب هستند، افزودن کروم در تیغه‌های فولاد ضدزنگ باعث می‌شود تا چاقوها در برابر خوردگی مقاوم شوند. همچنین، از آنجایی که از چاقوهای فیله برای آماده‌سازی گوشت برای مصرف استفاده می‌شود، مقاومت در برابر خوردگی از خوردگی حفره ای جلوگیری می‌کند، بنابراین تیغه صاف باقی مانده و به راحتی تمیز می‌شود. تیغه‌های چاقوی فیله اغلب دارای سختی راکول در میانه تا بالای ۵۰ هستند که آنها را در محدوده سختی متوسط قرار می‌دهد. سختی متوسط به تیغه بقای محدود لبه را می‌دهد و در عوض کمبود سختی، به نازکی تیغه برای انعطاف‌پذیری متکی است.

### ضخامت
معمولاً طول تیغه رو به بالا ضخامت و میزان انعطاف را تعیین می‌کند. هرچه تیغه کوتاه‌تر باشد، نازک‌تر و انعطاف پذیرتر است. هرچه یک تیغه انعطاف بیشتری داشته باشد، کار در اطراف استخوان و جدا کردن پوست را آسان‌تر می‌کند. تمام چاقوهای فیله باید انعطاف‌پذیر باشند. تیغه‌های چاقوی فیله بسیار نازک ساخته می‌شوند که تقریباً ضخامتی برابر ۲٫۵–۳٫۵ میلی‌متر در قسمت ستون فقرات دارد، به طوری که آنها می‌تواند خم و منعطف شوند و همچنان لبه خود را حفظ کنند. اگر چاقو برای حفظ لبه آن به اندازه کافی سخت بود و تیغه آن ضخیم می‌شد، چاقو آنقدر خم نمی‌شد که پوست را از فیله جدا کند یا اطراف استخوان‌های دنده پیچیده بکار رود. با این حال، اگر ضخامت تیغه کم باشد، تیغه می‌تواند به اندازه کافی سخت باشد تا تیزی را حفظ کند و همچنان برای برش‌های دقیق انعطاف‌پذیر باشد. تأثیر نازکی تیغه در جدا کردن پوست از فیله بیشتر مشخص می‌شود. تیغه باید هنگام جدا کردن پوست منعطف باشد تا خطوط ماهی را دنبال کند و فاصله کافی بین دست کاربر و سطح برش ایجاد نماید تا کاربر بتواند با خیال راحت با چاقو کار کند.

### لبه
چاقوی فیله دارای یک لبه بلندتر از انواع دیگر چاقوها مانند چاقوهای جیبی، بقا یا استیک است. این لبه معمولاً شیبی بین ۱۲ تا ۱۷ درجه دارد تا یک لبه تیز تیغ مانند و یک نوک تیز برای سوراخ کردن ایجاد شود. این زاویه لبه تیزی فوق‌العاده ای ایجاد می‌کند اما دوام فدای آن می‌شود. زاویه تند لبه به تیغه، لبه برش بسیار نازکی می‌دهد که در صورت استفاده از چاقویی با زاویه لبه بزرگتر مانند ساطور آن را مستعد خرد شدن و ترک می‌کند. لبه بلند به تیغه اجازه می‌دهد تا روی و اطراف استخوان‌های پیچیده دنده و پشت مانور دهد بدون اینکه باعث برش به داخل استخوان‌ها شود.

### دسته
چاقوهای فیله در شرایط مرطوب کار می‌کنند. شکل دسته‌ها باید به نوعی باشد که دارای حداکثر چسبندگی بوده و از موادی استفاده شود که تحت تأثیر شرایط مرطوب قرار نگیرند. چاقوهای قدیمی دارای دسته‌های چوبی بودند، اما اکنون از لاستیک و پلاستیک نیز استفاده می‌شود. شکل دسته اغلب به شکل قطره اشک دراز با فرورفتگی در نزدیکی پایه تیغه است. این شکل سطحی صاف برای در دست گرفتن و محلی برای استراحت انگشت اشاره کاربر ایجاد می‌کند و از سر خوردن تصادفی دست کاربر بر روی تیغه جلوگیری می‌کند. در حالی که شکل اصلی مشابه است، اکثر تولیدکنندگان شکل آن را تغییر می‌دهند تا یک دسته منحصر به فرد با ویژگی‌های خاص خود بسازند.

## چاقوی فیله برقی
یک چاقوی فیله الکتریکی از یک تیغه رو به بالای مشابه استفاده می‌کند، اما تیغه در یک دسته موتوری نصب شده است. چاقو مشابه یک اره رفت و برگشتی کوچک است. چاقوی فیله برقی به کاربر این امکان را می‌دهد که سریعتر از چاقوی فیله سنتی برش دهد. چاقوهای فیله برقی معمولاً در محیط‌های حرفه ای مانند راهنماها و در صنعت فرآوری ماهی یافت می‌شوند، اما به راحتی در دسترس عموم نیز هستند. چاقوهای فیله برقی می‌توانند سیمی یا بی‌سیم باشند و معمولاً دارای چندین تیغه هستند. چاقوهای بی‌سیم معمولاً از باتری‌های لیتیوم یونی استفاده می‌کنند.